# Lacerta bedriagae
Lacerta bedriagae är en ödleart som beskrevs av  Lorenzo Camerano 1885. Lacerta bedriagae ingår i släktet Lacerta och familjen lacertider. IUCN kategoriserar arten globalt som nära hotad.
Arten förekommer i flera från varandra skilda områden på Korsika och Sardinien. Den vistas vanligen i kulliga områden och i bergstrakter mellan 550 och 2550 meter över havet. Habitatet utgörs av klippiga regioner med glest fördelad växtlighet och dessutom besöks öppna skogar och buskskogar. Per tillfälle läggs 3 till 6 ägg.

## Underarter
Arten delas in i följande underarter:
- L. b. bedriagae
- L. b. ferrerae
- L. b. paessleri
- L. b. sardoa